# Freibach Stausee
Freibach Stausee är en sjö i Österrike.   Den ligger i förbundslandet Kärnten, i den sydöstra delen av landet, 240 km sydväst om huvudstaden Wien. Freibach Stausee ligger 720 meter över havet. Arean är 0,28 kvadratkilometer. Den sträcker sig 1,6 kilometer i nord-sydlig riktning, och 0,8 kilometer i öst-västlig riktning.
I omgivningarna runt Freibach Stausee växer i huvudsak blandskog. Runt Freibach Stausee är det ganska glesbefolkat, med 47 invånare per kvadratkilometer.